# Parti du Commonwealth (Gibraltar)
 (avril 2025).
Si vous disposez d'ouvrages ou d'articles de référence ou si vous connaissez des sites web de qualité traitant du thème abordé ici, merci de compléter l'article en donnant les références utiles à sa vérifiabilité et en les liant à la section « Notes et références ».
Le Parti du Commonwealth (en anglais : Commonwealth Party, CWP) est un parti politique à Gibraltar. 
Fondé en 1953, il obtient un siège (Juan Jose Triay est élu député) lors des élections générales de 1956. Trois mois plus tard, lors des élections municipales, le parti obtient 2 sièges (Guy Stagnetto et Louis Bruzon sont élus) sur les 10. 
En 1957, Juan Jose Triay démissionne, Alfred Vasquez n'est pas élu pour le remplacé dans le parlement et le parti est dissout. 

## Résultats électoraux

### Élections législatives
| Année | Sièges |
| ----- | ------ |
| 1956  | 1 / 7  |